# Дешамбо
Озеро Дешамбо́ (англ. Deschambault Lake) — озеро в провинции Саскачеван в Канаде. Расположено в центре провинции. Одно из больших озёр Канады — площадь водной поверхности 532 км², общая площадь — 542 км², девятое по величине озеро в провинции Саскачеван. Высота над уровнем моря 324 метра, колебания уровня озера до 0,5 метра. Ледостав с октября по май.
Основное питание Дешамбо получает от одноимённой реки, впадающей в западную часть озера, а также от множества небольших рек и ручьёв. Сток через озёра Пеликан, Миронд, Амиск, Намью, Камберленд в реку Саскачеван (бассейн Гудзонова залива).
Вдоль южного и юго-восточного берега озера проходит шоссе № 106, связывающее город Флин-Флон, расположенный на границе с Манитобой, с Принс-Альбертом и другими населёнными пунктами провинции Саскачеван. Шоссе строилось в 60—70-е годы XX века, участок до озера завершён в 1974 году.